# Pseudocanthon iuanalaoi
Pseudocanthon iuanalaoi là một loài bọ cánh cứng trong họ Bọ hung (Scarabaeidae).